# 千葉大学教育学部附属幼稚園
千葉大学教育学部附属幼稚園（ちばだいがくきょういくがくぶふぞくようちえん）は、千葉県千葉市稲毛区弥生町にある国立大学千葉大学教育学部の附属幼稚園。略称は千葉附（ちばふ）、附幼（ふよう）。千葉大学西千葉キャンパス内にある。

## 概要
創立から100年以上の歴史を有する。
幼稚園という性質上、保護者の送迎が必須であるため、附属小学校および附属中学校とは離れた西千葉駅に一番近い地点にある。
また、附属小学校や附属中学校と違い基本的に大学構内からは出入り出来ない。
小規模な幼稚園ではあるが、その反面敷地面積は幼稚園としては広い部類に入る。

## 学級編成
組は全部で計5組あり、年少1組、年中と年長がそれぞれ2組である。1クラスは約30人で、男女比率は1:1になるよう調節されている。
組の名前はそれぞれ花組・星組・月組・雪組・空組であり、年少から入った場合は花組→星組→月組と上がって行き、年中から入った場合は雪組→空組と上がっていくようになっている。
宝塚歌劇団の組の名前と読み方が一緒である。

## 学業
附属小学校や附属中学校と同様に自由な雰囲気で、幼稚園時代から生徒の自主性を育む教育をしている。

## 進路
保護者の転勤等の場合を除いて基本的に全員が附属小学校へと進学する。
附属小学校へ進学する際は簡単な試験があるが、合否を判定しているわけではないので生徒は全員附属小学校に上がれる。

## 沿革
- 1903年（明治36年）6月 千葉町西ヶ谷（現千葉高坂下）に千葉幼稚園として創立。
- 1916年（大正5年）　千葉市吾妻町教育会館内に移転、千葉県女子師範学校代用附属幼稚園と改称。
- 1922年（大正11年）4月 県移管、千葉県女子師範学校附属幼稚園と改称。
- 1931年（昭和6年） 4月 富士見町の女子師範附属小学校前に移転。
- 1943年（昭和18年）4月 文部省に移管、千葉師範学校附属幼稚園と改称。
- 1945年（昭和20年）11月 四街道旧陸軍野戦砲学校の連隊本部建物に移転。
- 1949年（昭和24年）5月31日 新制千葉大学発足により千葉師範学校が千葉青年師範学校と共に学芸学部の母体として包括されたため千葉大学千葉師範学校附属幼稚園となる。
- 1951年（昭和26年）4月 千葉大学教育学部附属幼稚園と改称。
- 1966年（昭和41年）4月 千葉大学統合につき西千葉キャンパスに移転。
- 1978年（昭和53年）4月 学級増。
- 1978年（昭和53年）12月 1学級増に伴う3歳児保育棟増設。
- 1979年（昭和54年）1月 附属幼稚園園舎増築。
- 1983年（昭和58年）4月 附属幼稚園同窓会設立。
- 1994年（平成6年） 4月 養護教諭配置。
- 2003年（平成15年）4月 附属幼稚園創立100周年記念式典挙行。
- 2004年（平成16年）4月 国立大学法人千葉大学教育学部附属幼稚園と改称。

## 校章
かつてこの地に麻がよく繁殖したことに由来し、「麻は荒地にもよく堪えて生き、しなやかな茎は天空を指してスクスクと伸びつづけ、その繊維はこの上もなく強靱である。」という麻の葉の意匠によって千葉の土地と、附属学校生徒の成長への理想を象徴したものである。

## 教育目標
- 明るくすなおな子ども
- 進んでとりくみやりぬく子ども
- 考える子ども
- 協力しあう子ども

## 年間行事
- 4月 - 入園式、始業式、新入園児歓迎会
- 5月 - 定期健康診断、教育実習、災害時園児引取訓練･園庭整備
- 6月 - ふれあいの日、開園記念式典、クリーンディ
- 7月 - 終業式、園庭開放
- 8月 - 夏季休業、園庭開放
- 9月 - 始業式、遠足、PTAぱぱあず
- 10月 - 教育実習、運動会
- 11月 - 公開研究会、ふれあいの日、芋掘り、焼き芋会
- 12月 - わくわく発表会Ⅰ（年長）、終業式
- 1月 - 始業式、ちびっこ防災教室
- 2月 - わくわく発表会Ⅱ（年中少）
- 3月 - 小学校見学、お別れ会、修了式、終業式

## 所在地
- 千葉県千葉市稲毛区弥生町1番33号

## 最寄りの交通機関
- JR東日本 総武本線 - 西千葉駅
- 京成電鉄 京成千葉線 - みどり台駅

## 学区
- 千葉市内の以下の5つの区内の一部地域。
- 中央区
- 美浜区
- 稲毛区
- 花見川区
- 若葉区

## 著名な卒園生
- 青柳隆志 - 日本文学者、東京成徳大学人文学部教授、声優 （ディズニーキャラクター、ミッキーマウスの専属声優）
- 高橋治男 - フランス文学者、中央大学法学部教授 ＜千葉県女子師範学校附属幼稚園時代＞